# Partie polityczne w Singapurze
Partie polityczne w Singapurze – w Singapurze istnieje system partyjny, który można określić jako system partii dominującej. Partią dominującą jest rządząca nieprzerwanie od 1959 r. Partia Akcji Ludowej (PAL), przez co ustrój Singapuru jest opisywany jako de facto system jednopartyjny. PAL toleruje działalność partii opozycyjnych ponieważ są one słabe i nie zagrażają jej dominacji. Zabroniona jest działalność partii komunistycznych. Ustrojem politycznym panującym w Singapurze jest demokracja parlamentarna oparta na wzorze z Wielkiej Brytanii.

## Główne partie Singapuru
- Partia Akcji Ludowej (chiń: 人民行动党; pinyin: Rénmín Xíngdòngdǎng; malajski: Parti Tindakan Rakyat) – utworzona 21 listopada 1954 r. Początkowo wewnątrz ugrupowania znaleźli się przedstawiciele różnych kierunków ideowo-politycznych takich jak: komuniści, socjaliści, demokraci i nacjonaliści, których łączyła wspólna niechęć do brytyjskiego kolonializmu oraz dążenie do odzyskania niepodległości dla Malajów. Po uzyskaniu w 1959 r. przez Singapur autonomii doszło do wewnętrznych sprzeczności pomiędzy poszczególnymi frakcjami. W Partii Akcji Ludowej pozostali politycy umiarkowani wśród których główne role odgrywali Lee Kuan Yew, Toh Chin Chye i Goh Keng Swee. Historycznym ideałem tej partii jest socjaldemokratyzm zakładający przebudowę społeczeństwa oraz sprawiedliwość społeczną. Ideologia partii wskazuje, że jakakolwiek polityka realizowana przez partię nie może narzucać społeczeństwu cierpienia i trudu.
Wszyscy powinni mieć taką samą szansę dobrej opieki zdrowotnej, dostępu do wykształcenia i dobrego życia. Doktryna PAL głosi, że każdy obywatel musi mieć prawo wyboru takiego rządu jakiego pragnie. Partia Akcji Ludowej odwołuje się często do wielowiekowej tradycji konfucjańskiej – Rząd będący "najwyższą formą kultury" sprawuje władzę w interesie obywateli, zapewniając im opiekę, mieszkanie, pracę i wykształcenie. W partii występują dwa rodzaje członkostwa: zwykłe i kadrowe (przywilej wybierania na najwyższe stanowiska). Oficjalnym organem prasowym PAL jest dwutygodnik "Mirror" i miesięcznik "Singapore Bulletin". Członkowie tej partii pochodzą ze wszystkich grup społecznych. Są wśród nich robotnicy, urzędnicy, kupcy, przemysłowcy i nauczyciele. Obecnie partia najprawdopodobniej skupia ok. 30 tys. członków w tym kilkuset kadrowych.

- Partia Robotnicza – początki partii sięgają 1957 r. lecz dopiero w 1961 r. została zarejestrowana. Ideologia tej partii składa się z trzech haseł : wolność, demokracja, socjalizm. W wyborach parlamentarnych w 1991 r., 1997 r. i 2001 r. partia zawsze zdobywała jeden mandat. Partia Robotnicza liczy około 1 tys. członków, pochodzących ze środowiska robotniczego, wydaje pismo "The Hammer".

- Front Socjalistyczny (chiń 社会主义阵线) – partia powstała w 1961 r. po rozłamie w Partii Akcji Ludowej. Partia ta krytycznie odniosła się do niepodległości Singapuru w 1965 r. co utwierdziło rząd a także społeczeństwo, że  partia ta jest ugrupowaniem antypaństwowym. W sensie ideowym Front Socjalistyczny jest partią lewicową głoszącą hasła klasowe. Manifest polityczny z lat 70. XX w. głosi, że partia reprezentuje interesy "robotników, rolników, kupców, taksówkarzy, przedsiębiorców i studentów". Wieloletnim przewodniczącym tej partii był Lee Siew Choh.

- Singapurska Partia Demokratyczna (chiń 新加坡民主党) – powstała w 1980 r. Założycielem partii był Chiam See Tong. W 1991 r. partia wprowadziła do parlamentu trzech deputowanych. W sensie ideowym partia jest formacją o profilu liberalno-demokratycznym, w swoim manifeście politycznym przyjęła uczynić Singapur bardziej demokratycznym, równocześnie deklaruje gotowość do współpracy z partia rządzącą. W 1994 r. doszło do rozłamu, grupa członków utworzyła Singapurską Partię Ludową. W 2001 r. Singapurska Partia Ludowa nie wprowadziła żadnego posła do parlamentu.

- Singapurska Partia Ludowa (chiń 新加坡人民党) – powstała w 1994 r. Partia ta określa się jako ugrupowanie liberalne. W 1997 r. partia wzięła udział w wyborach uzyskując jeden mandat. W 2001 r. utworzono Singapurski Sojusz Demokratyczny jako koalicja formacji opozycyjnych skupiających: Singapurską Partię Ludową, Partię Narodowej Solidarności, Singapurską Partię Sprawiedliwości oraz Malajską Narodową Organizację Singapuru. Koalicja uzyskała jedno miejsce w parlamencie.

## Pozostałe partie
- Singapurska Partia Chińczyków 1950
- Singapurska Partia Malajów 1952
- Partia Ludowa 1956
- Ruch Islamski Singapuru 1958
- Malajska Narodowa Organizacja Singapuru 1961
- Zjednoczona Partia Ludowa 1961
- Zjednoczona Partia Demokratyczna 1962
- Singapurski Kongres Hindusów 1962
- Partia Sojuszu Singapuru 1966
- Zjednoczony Front Narodowy 1970
- Narodowa Partia Singapuru 1971
- Front Ludowy 1971
- Singapurska Partia Sprawiedliwości 1972
- Demokratyczna Partia Postępu 1973
- Ludowa Partia Republikańska 1973
- Zjednoczony Front Ludowy 1980
- Partia Narodowej Solidarności 1987
- Singapurski Front Narodowy 1991
- Singapurski Sojusz Demokratyczny 2001